# ناخن قاشقی
ناخن قاشقی: ۷۸۲  یا کویلونیشیا (انگلیسی: Koilonychia) نوعی بیماری ناخن و از نشانه‌های کم‌خونی به‌ویژه کم‌خونی فقر آهن است.: ۶۵۶  در این حالت، ناخن‌ها نازک می‌شوند (معمولاً ناخن‌های دست) و تحدب طبیعی خود را از دست داده و به‌حالت مسطح یا حتی مقعر در می‌آیند. تا حدودی می‌توان گفت که ناخن‌های قاشقی، حالت متضاد ناخن‌چماقی است. در مراحل آغازین، ناخن‌ها شکننده بوده و به‌راحتی شکسته یا کنده می‌شوند.
ناخن‌های قاشقی با سندرم پلامر وینسون و کم‌خونی فقر آهن مرتبط است. این عارضه همچنین در بیماری‌های لیکن پلان، سیفلیس و تب روماتیسمی هم دیده می‌شود. در زبان یونانی، کویلوس (κοῖλος) به معنای فرورفته و گود، و اونیک (ὄνυξ) به معنی ناخن است.